# Gouraincourt
 Gouraincourt  es una población y comuna francesa, en la región de Lorena, departamento de Mosa, en el distrito de Verdún y cantón de Spincourt.

## Demografía
| 76 | 64 | 46 | 40 | 40 | 36 |
| Para los censos de 1962 a 1999 la población legal corresponde a la población sin duplicidades (Fuente: INSEE [Consultar]) |    |    |    |    |    |